# Rhytidiadelphus triquetrus
Espèce
Rhytidiadelphus triquetrus est une espèce de bryophyte (mousse).

## Synonyme
Hypnum squarrosum L. ex Hedw.